# Salsalato
El salsalato es un medicamento antiinflamatorio no esteroideo del grupo de los salicilatos indicado para el tratamiento del dolor leve o moderado, en especial en condiciones como la artritis reumatoide, osteoartritis y otras enfermedades reumáticas, a menudo combinado con esteroides. El mecanismo por el cual disminuye el dolor asociado a inflamaciones permanece en estudio, aunque se piensa que está relacionado con la capacidad del fármaco de inhibir la síntesis de prostaglandinas. A diferencia de la aspirina, el salsalato no causa pérdidas de sangre gastrointestinales en comparación con la población normal que no toma el medicamento.

## Farmacodinámica
El salsalato se absorbe rápidamente en el intestino delgado, después de lo cual es hidrolizado parcialmente en dos moléculas de ácido salicílico. Otra porción importante del compuesto se absorbe sin cambio pero se transforma rápidamente en el cuerpo por hidrólisis esterasa. La vida media de eliminación del salsalato hasta su hidrólisis completa es de aproximadamente 1 hora. El metabolito activo, el ácido salicílico, pasa por una saturación de su biotransformación a cualquier dosis terapéutica. Esta capacidad limitada de biotransformación aumenta la vida media del ácido salicílico hasta 16 horas o más.

## Diabetes tipo II
El blog de salud de The Wall Street Journal reportó sobre un trabajo de investigación usando el salsalato para prevenir o tratar la diabetes mellitus tipo 2. El estudio que duró un mes, los niveles de glucosa en ayunas de los pacientes que tomaban salsalato se redujeron en un 13% en comparación con los pacientes que tomaron una sustancia placebo. Aparentemente el medicamento mejora el rendimiento de la insulina en pacientes obesos sin diabetes.

## Efectos adversos
La administración del salsalato puede causar la aparición de efectos indeseados, incluyendo malestar estomacal, vómitos, dolor de estómago, mareos, y pitido en los oídos. Al igual que la aspirina, los niños no deben tomar este medicamento para tratar fiebres asociadas con la gripe o la varicela, porque puede dar lugar a una grave enfermedad conocida como síndrome de Reye.
El salsalato debe ser usado con precaución en pacientes con úlcera péptica o que se hayan diagnosticado con insuficiencia renal. No se debe combinar el salsalato con otros salicilatos, en especial en casos de administración prolongada.